# District de Kitaazumi
Le district de Kitaazumi (北安曇郡, Kitaazumi-gun) est un district de la préfecture de Nagano, au Japon

## Géographie
Le district de Kitaazumi s'étend sur 637,66 km2.

### Municipalités
- Bourgs :
  - Ikeda.
- Villages :
  - Hakuba ;
  - Matsukawa ;
  - Otari.

## Histoire
Le 1er janvier 2006, les villages de Yasaka et Miasa sont annexés à la ville d'Ōmachi.